# Lenda
Lenda is een Belgisch historisch merk van bromfietsen.
De naam van het merk was afgeleid van de vestigingsplaats van het bedrijf van Marcel Beeuwsaert: Lendelede.
Er werden in de jaren vijftig bromfietsen geproduceerd.